# Hamlet Goes Business
Pour plus de détails, voir Fiche technique et Distribution.
Hamlet Goes Business (en finnois : « Hamlet liikemaailmassa ») est un film finlandais réalisé par Aki Kaurismäki, sorti en 1987.

## Synopsis
Une adaptation contemporaine du Hamlet de Shakespeare où l'intrigue, relativement bien respectée mais traitée avec l'humour à froid du réalisateur, est transposée dans le cadre d'une grande entreprise familiale.

## Fiche technique
- Titre : Hamlet Goes Business
- Titre original : Hamlet liikemaailmassa
- Réalisation : Aki Kaurismäki
- Scénario : Aki Kaurismäki d'après William Shakespeare
- Pays d'origine : Finlande
- Format : Noir et blanc - 1,66:1 - 35 mm
- Genre : Comédie
- Durée : 86 minutes
- Date de sortie : 1987

## Distribution
- Pirkka-Pekka Petelius : Hamlet
- Esko Salminen : Klaus
- Kati Outinen : Ofelia
- Elina Salo : Gertrud
- Esko Nikkari : Polonius
- Kari Väänänen : Lauri Polonius
- Puntti Valtonen : Simo
- Mari Rantasila : Helena
- Turo Pajala : Rosencranz
- Aake Kalliala : Gyldenstern
- Pentti Auer : Isä / Haamu
- Matti Pellonpää : Vartija
- Vesa Mäkelä : Lääkäri